# Symphaster areolata
Symphaster areolata är en svampart som först beskrevs av Doidge, och fick sitt nu gällande namn av Arx 1962. Symphaster areolata ingår i släktet Symphaster och familjen Asterinaceae.   Inga underarter finns listade i Catalogue of Life.